# Bad Boys: ride or die
Bad Boys: Ride or Die és una pel·lícula de comèdia d'acció nord-americana de 2024 protagonitzada per Will Smith i Martin Lawrence. La quarta entrega de la sèrie de pel·lícules Bad Boys i la seqüela de Bad Boys for Life (2020). La història segueix els detectius de Miami Mike Lowrey i Marcus Burnett, que intenten esborrar el nom del seu difunt capità, Conrad Howard, després que sigui acusat falsament de conspiració. Ha estat subtitulada al català.

## Repartiment
| Actor            | Personatge                   | Ref. |
| ---------------- | ---------------------------- | ---- |
| Will Smith       | Michael Eugene "Mike" Lowrey | Ref. |
| Martin Lawrence  | Marcus Miles Burnett         | Ref. |
| Paola Núñez      | Rita Secada                  | Ref. |
| Vanessa Hudgens  | Kelly                        | Ref. |
| Alexander Ludwig | Dorn                         | Ref. |
| Tasha Smith      | Theresa Burnett              | Ref. |
| John Salley      | Fletcher                     | Ref. |
| Jacob Scipio     | Armando Aretas               | Ref. |
| Dennis Greene    | Reggie McDonald              | Ref. |
| Eric Dane        | James McGrath                | Ref. |
| Ioan Gruffudd    | Lockwood                     | Ref. |
| Joyner Lucas     | Líder pandillero             | Ref. |
| Rhea Seehorn     | Agente Judy Howard           | Ref. |
| DJ Khaled        | Manny el Carnicero           | Ref. |
| Melanie Liburd   | Christine Lowrey             | Ref. |

## Rodatge
El rodatge va començar el 3 d'abril de 2023 a Atlanta, Geòrgia i Miami. El 22 de mayo de 2023, TMZ lanzó clips detrás de escena de Will Smith y Martin Lawrence filmando escenas de la película en Atlanta. Es va suspendre al juliol a causa de la vaga SAG-AFTRA de 2023. Al març de 2024, es va revelar que Jacob Scipio reprendria el seu paper d'Armando Aretas de la pel·lícula anterior. Va concloure el 4 de març.